# Eparchia siewierobajkalska
Eparchia siewierobajkalska – jedna z eparchii Rosyjskiego Kościoła Prawosławnego, z siedzibą w Siewierobajkalsku. Należy do metropolii buriackiej.
Utworzona 5 maja 2015 postanowieniem Świętego Synodu, poprzez wydzielenie z eparchii ułan-udeńskiej. Obejmuje część Buriacji.
Ordynariusz eparchii nosi tytuł biskupa siewierobajkalskiego i sosnowo-oziorskiego.

## Biskupi siewierobajkalscy
- Mikołaj (Kriwienko), od 2015[1]